# Fritillaria monantha
Fritillaria monantha là một loài thực vật có hoa trong họ Liliaceae. Loài này được Migo miêu tả khoa học đầu tiên năm 1939.
Loài cây này chỉ được tìm thấy ở Trung Quốc, được tìm thấy ở các tỉnh An Huy, Hà Nam, Hồ Bắc, Giang Tây, Tứ Xuyên và Chiết Giang. 
Fritillaria monantha tạo củ có đường kính lên tới 20 mm. Thân cây cao tới 100 cm. Hoa rủ xuống, thường có màu vàng đến tím nhạt, có đốm tím. 